# Akademie v Gelati
Akademie v Gelati byla významná středověká církevní škola při gelatském klášteru nedaleko města Kutaisi v gruzínské Imeretii.

## Historie
Akademii založil v roce 1106 gruzínský král David IV. Stavitel (დავით აღმაშენებელი) podle vzoru konstantinopolské Akademie Mangana a vedením školy pověřil teologa Ioanese Petriciho. V atmosféře silné státní podpory zde došlo k značnému rozvoji vědy a umění. V Gruzii tak byly položeny základy humanismu zhruba v podobném duchu, jako tomu bylo v 8. století pod Alcuinovým vlivem v Anglii. Akademie v Gelati se stala střediskem novoplatónské filosofie. Základem učebních osnov bylo trivium ( geometrie, aritmetika, hudba) a quadrium - tři oblasti filosofie, tři druhy rétoriky, gramatika a astronomie. Kvůli svému významu byla akademie v Gelati někdy nazývána "Druhými Aténami" nebo "Druhým Jeruzalémem".

## Významní učenci

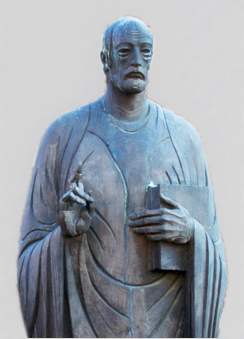
Ioanes Petrici (pomník v Tbilisi)

Král David IV. získal pro akademii významné učence gruzínského původu, absolventy konstantinopolské univerzity, jako byli Ioanes Petrici (იოანე პეტრიწი) a Arsen Ikaltoeli (არსენ იყალთოელი).

### Ioanes Petrici

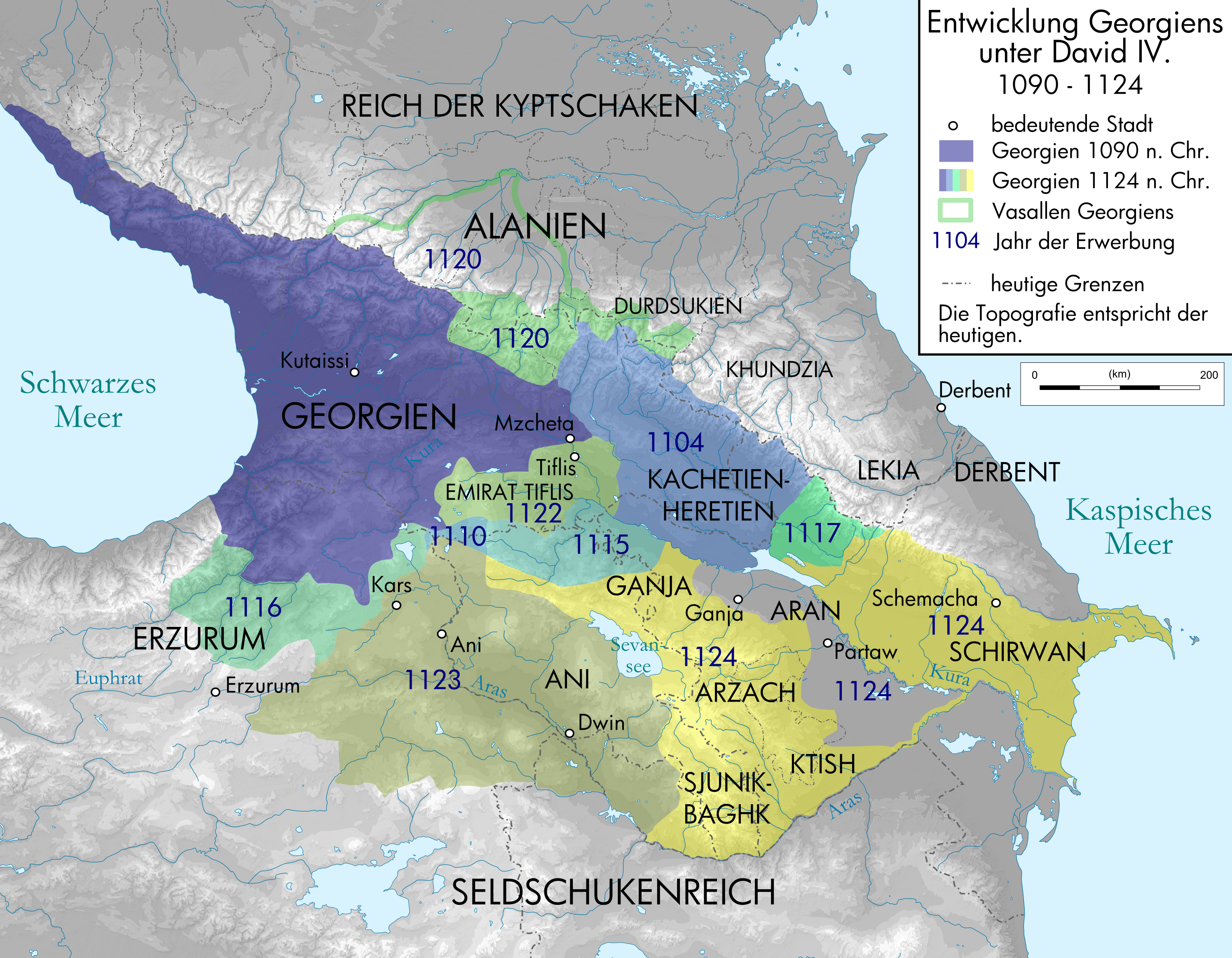
Gruzínské království na přelomu 11. a 12. století

Ioanes (či Ioane) Petrici (v transkripci též Petrizi nebo Petritsi, ztotožňován s jménem Ioane Čimčimeli იოანე ჭიმჭიმელი), kterému se dostalo vzdělání ve filozofické škole M. Psella a J. Itala v Byzanci, byl velkým představitelen filozofického a společenského myšlení.

### Arsen Ikaltoeli

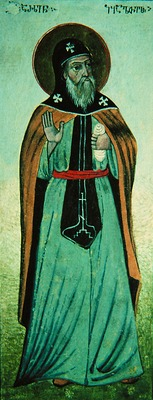
Arsen Ikaltoeli, miniatura z 18. století

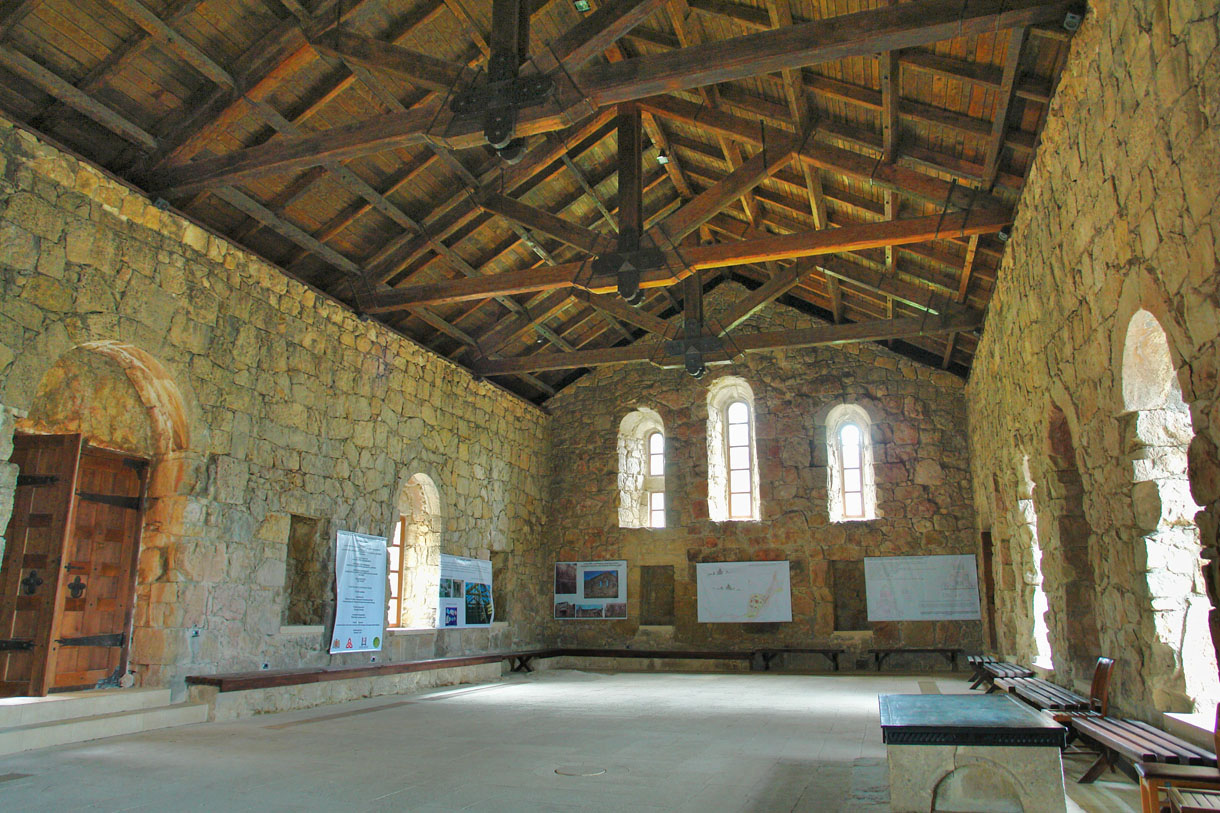
Interiér budovy akademie

Arsen Ikaltoeli (totožný s Arsenem Vachnadze a pravděpodobně též s Arsenem Beri ("Arsen Mnich"), autorem spisu Život svaté Nino), byl synem místního šlechtice Ibada Vachnadze z Ikalta v gruzínské Kachetii. Stejně, jako Ioanes Petrici, po absolvování akademie v Manganě odešel do kláštera Kalipos na Černé hoře u Antiochie, odkud pak byl povolán králem Davidem IV. do Gelati, aby zde rozvinul filosofické tradice, přinesené z Konstantinopole. Později odešel do Ikalta poblíž Telavi, kde z popudu krále Davida IV. založil další církevní akademii. Přeložil množství teologických a polemických spisů, které shromáždil v souboru Dogmatikon, jakési základní učební osnově, vytvořené pod vlivem aristotelské filosofie.

## Světové dědictví
Od roku 1994 je klášter i s akademií v Gelati (spolu s katedrálou v Bagrati) zapsán na seznamu světového kulturního dědictví UNESCO. Výbor UNESCO, znepokojený nevhodnými a nevratnými zásahy při rekonstrukci těchto objektů, je na svém 34. zasedání dne 29. 7. 2010 zařadil na seznam ohrožených památek. Ze seznamu ohrožených památek byl areál kláštera a akademie v Gelati vyškrtnut v roce 2017.